# Manuela Burló
Manuela Burló Moreno (Cieza, Murcia) es una directora de cine y guionista española.

## Trayectoria
Cuenta con una larga trayectoria en el mundo del cortometraje, con seis trabajos que acumulan más de un centenar de premios por todo el mundo, uno de ellos incluso preseleccionado a los Oscar. Su último cortometraje, PIPAS, ganó los premios a mejor guion y mejor dirección en el Notodofilmfest y estuvo nominado a mejor cortometraje en la XXVIII edición de los premios Goya.

## Películas
En 2015 dio el salto al largometraje de la mano de la productora Nostromo Pictures, que le encargó dirigir la comedia Cómo sobrevivir a una despedida. Protagonizada por Natalia de Molina, Úrsula Corberó, Brays Efe, Celia de Molina y María Hervás, la película fue coproducida por Atresmedia y distribuida por DeaPlaneta.
En 2016 estrenó su segundo largometraje titulado Rumbos, con un guion personal. Protagonizado por Pilar López de Ayala, Karra Elejarde, Carmen Machi, Miki Esparbé, Nora Navas, Fernando Albizu, Ernesto Alterio, Rafa Ordorika, Emilio Palacios y Christofer Torres, la película fue producida por Arcadia Motion Pictures y Atresmedia y distribuida por Sony Pictures.
En 2020 estrenó su primera serie Por H o por B para HBO. Spin-off del cortometraje Pipas. Y en 2022 se renovó la segunda temporada.
Sus primeros trabajos como directora y guionista los firmaba bajo el nombre de Manuela Moreno, su segundo apellido, ya que su primer apellido, Burló, lo utilizaba como actriz. Fue con Rumbos, su película más personal, cuando comenzó a firmar como Manuela Burló Moreno.

## Trayectoria como directora

### Largometrajes
| Película                        | Año  |
| ------------------------------- | ---- |
| Cómo sobrevivir a una despedida | 2015 |
| Rumbos                          | 2016 |

### Series
| Año  | Serie         | Cadena     | Notas     |
| ---- | ------------- | ---------- | --------- |
| 2020 | Por H o por B | HBO España | Directora |

### Cortometrajes
| Cortometraje                             | Año  |
| ---------------------------------------- | ---- |
| Dolores                                  | 2008 |
| Quiero estar el resto de mi vida contigo | 2009 |
| Camas                                    | 2010 |
| Cloe                                     | 2011 |
| Lo sé                                    | 2013 |
| Pipas                                    | 2013 |

- Datos: Q30900879